# Син Гвансу
Син Гвансу или Син Гван Су (кор. 신광수, 辛光洙, Sin Gwang-su; Татеяма Томизо (яп. 立山富蔵 Tateyama Tomizō); родился 27 июня 1929 года, Генерал-губернаторство Корея, Японская империя) — гражданин КНДР, подозреваемый в шпионаже в пользу Северной Кореи. Разыскивается японскими властями за предполагаемое участие в похищениях японских граждан в 1970-х и 1980-х годах. Его иногда называют Шин Кван Су (Shin Kwang Soo).
Считается, что Син Гвансу причастен к исчезновению Тадааки Хара в префектуре Миядзаки (Япония) в июне 1980 года вместе с гражданином Южной Кореи по имени Ким Кил Ук. В докладе ООН делается вывод, что северокорейский агент Син Гвансу позже в Японии выдавал себя за Хару. Он также использовал свой паспорт и путешествовал по разным странам, включая Южную Корею.
Гвансу был задержан правоохранительными органами Южной Кореи в 2014 году, когда он использовал имя Тадааки Хара, чтобы выдать себя за японца. После ареста он признался властям Южной Кореи, что был причастен к похищению Хары и переселению его в Северную Корею.